# Fritz Hauß
Fritz Hauß (* 28. Oktober 1908 in Münster; † 30. April 2003) war ein deutscher Jurist und von 1972 bis 1976 Vizepräsident des Bundesgerichtshofs.

## Leben
Zum Richter am Bundesgerichtshof wurde der zuvor am Landgericht Münster tätige Hauß 1952 ernannt. Er gehörte zunächst dem VI. Zivilsenat an. 1968 erfolgte seine Ernennung zum Senatspräsidenten (Vorsitzenden Richter). Er übernahm danach den Vorsitz im IV. Zivilsenat als Nachfolger von Walther Ascher. Ab dem 23. Mai 1972 war er Vizepräsident des Bundesgerichtshofs. 1976 trat Hauß in den Ruhestand ein. 
1977  wurde er zum Vorsitzenden des Beschwerdeausschusses des Deutschen Presserats berufen.
Hauß war Mitglied der katholischen Studentenverbindungen KStV Ravensberg Münster und Semnonia Berlin.